# Airbus A321
Airbus A321 — узкофюзеляжный двухдвигательный реактивный авиалайнер, разработанный компанией Airbus. Является частью семейства реактивных авиалайнеров Airbus A320 малой и средней дальности. Может перевозить от 185 до 236 пассажиров. Основное отличие от базового A320 — удлинённый фюзеляж, основанный на базовом A320. Эксплуатация самолёта началась в 1994 году, примерно через шесть лет после A320. Самолёт имеет схожую с другими самолётами семейства конструкцию, что позволяет пилотам других авиалайнеров семейства A320 управлять самолётом без необходимости переобучения.
В декабре 2010 года Airbus анонсировала новое поколение семейства A320, A320neo. A320neo имеет новые двигатели, что снижает расход топлива на 15% и повышает дальность полёта. Вариант A321neo имеет удлинённый фюзеляж и винглеты (называемых Airbus шарклетами (англ. Sharklets)). A321neo перевозит до 244 пассажиров с максимальной дальностью полёта 7400 километров.
Окончательная сборка самолётов происходит в Гамбурге, Германия, Мобиле, Алабама (США), Тяньцзине, Китай, и Тулузе, Франция. На 28 февраля 2023 года всего поставлено 2749 авиалайнеров А321. Крупнейший эксплуатант Airbus A321  — компания American Airlines, парк которой насчитывает 288 самолётов этой модели.

## Разработка
Первый полёт Airbus A321 состоялся 11 марта 1993 года, когда самолёт с регистрационным номером F-WWIA поднялся в воздух с двигателями IAE V2500, второй самолёт, оснащенный CFM56-5B, поднялся в воздух в мае 1993 года. Lufthansa и Alitalia были первыми, кто заказал Airbus А321, по 20 и 40 самолётов соответственно. Первый самолёт A321 авиакомпании Lufthansa прибыл 27 января 1994 года, а Alitalia получила свой первый самолёт 22 марта того же года.
Изначально окончательная сборка A321 производилась в Германии. Впервые Airbus проводила сборку самолёта вне Франции. Решение было принято после спора между французами, которые утверждали, что создание новой производственной линии обойдется в 150 млн. долларов (135 млн. евро) дополнительных расходов, связанных с новым заводом, и немцами, заявлявшими о выгоде для Airbus в долгосрочной перспективе. Вторая производственная линия была расположена в Гамбурге, где позже производились укороченные Airbus A319 и A318.
A321 — самый крупный самолёт семейства A320. Длина A321-200 превышает 44,5 м, что увеличило максимальную взлётную массу до 93 000 кг. Размах крыла остался неизменным, но были установлены различные варианты законцовок крыла.
За 30 лет с момента начала эксплуатации максимальная взлётная масса A321 выросла на 20 %. Дальность полёта увеличилась вдвое: с 4300 до 8700 км.
К 2019 году было заказано около 4200 самолётов — четверть всех узкофюзеляжных самолётов Airbus, в том числе 2400 самолётов A321neo, треть всех заказов на семейство A320neo.

## Дизайн
Airbus A321 — узкофюзеляжный самолёт с трёхопорным шасси, оснащенный двумя двигателями, установленными на пилонах под крылом. Аэродинамическая схема — низкоплан с однокилевым хвостовым оперением. Отличия от A320 включают удлинение фюзеляжа и некоторые модификации крыла. Фюзеляж удлинили на 4,27 м, что делает A321 длиннее, чем А320. Для сохранения характеристик были включены двухщелевые закрылки, увеличив площадь крыла со 124 м2 до 128 м2. Центральный фюзеляж и шасси были усилены, чтобы выдержать массу на 9600 кг больше максимальной взлётной массы в 83 000 кг. Ширина около 3,95 метра на уровне пола кабины.

## Варианты

### А321-100
Первоначальной версией A321 был A321-100. Он имел меньшую дальность полёта чем A320 по причине отсутствия дополнительного топливного бака для компенсации увеличенного веса. Взлётная масса A321-100 составляет 83 000 кг. A321-100 поступил в эксплуатацию в 1994 году. Всего было произведено около 90 штук. Некоторые позже были переделаны в A321-200.

### А321-200
Airbus начала разработку более тяжёлого самолёта с увеличенной дальностью полёта в 1995 году. Этого удалось достичь за счёт двигателей большей тяги, незначительного усиления конструкции и увеличения запаса топлива установкой дополнительных топливных баков. Модификации также увеличили максимальную взлётную массу А321-200 до 93 000 кг. Этот вариант впервые поднялся в воздух в декабре 1996 года и начал эксплуатацию в апреле 1997 года в авиакомпании Monarch Airlines. В следующем месяце Middle East Airlines получила свой первый A321-200. Прямыми конкурентами этого варианта А321 являются модели 757-200 и 737-900/900ER.

### A321neo
1 декабря 2010 года Airbus презентовала семейство A320neo (neo с английского является аббревиатурой New Engine Option, что означает «новый вариант двигателя»), самолёты которого по сравнению с предыдущим семейством имеют увеличенную дальность полёта на 930 км и являются на 15% экономнее по потреблению топлива благодаря новым двигателям CFM International LEAP или Pratt & Whitney PW1000G и большими законцовками крыла (винглетами). Удлинённый прототип A321neo совершил свой первый полёт 9 февраля 2016 года. Первый A321neo начал эксплуатацию в мае 2017 года в авиакомпании Virgin America.

#### А321LR
В октябре 2014 года Airbus начала разрабатывать модификацию с увеличенной до 97 тонн максимальной взлётной массой и увеличенной дальностью полёта. Самолёт, получивший обозначение A321LR, был представлен 13 января 2015 года. За счет установки трёх дополнительных топливных баков самолёт имеет дальность полёта в 7400 км, что на 190 км больше, чем у Boeing 757-200. Пассажировместимость — 206 мест в двух классах. 31 января 2018 года A321LR совершил свой первый полет. 13 ноября 2018 года Arkia Israel Airlines получила первый A321LR. На 2023 год данная модификация часто используется авиакомпаниями на трансатлантических рейсах из Европы в Северную и Южную Америку и обратно.

#### A321XLR
В январе 2018 года Airbus рассматривала возможность создать вариант A321LR с ещё большей взлётной массой. Новый проект A321XLR, предполагает увеличение радиуса полета до 4500 миль, который должен стартовать в 2019 году, чтобы начать его эксплуатацию в 2021 или 2022 году, что позволит составить конкуренцию Boeing NMA. В ноябре Airbus сообщил, что A321XLR будет иметь взлётную массу более 100 тонн и на 1300 км протяжённее дальность полёта, чем у A321LR. A321XLR был показан на Парижском авиасалоне Ле-Бурже в июне 2019 года. Самолёт имеет новый задний центральный бак (RCT) для большего количества топлива, усиленное шасси для возможности выдержать максимальную взлётную массу в 101 тонну и оптимизированную конфигурацию закрылков для сохранения взлетных характеристик. В июне 2022 года самолёт совершил свой первый полёт.

## Эксплуатанты
На ноябрь 2021 года в эксплуатации находились 2371 самолётов A321.
American Airlines и China Southern Airlines являются крупнейшими эксплуатантами самолётов A321, состоящие из 288 и 154 самолётов соответственно. Также значительным парком самолетов обладают Delta Air Lines (150) и China Eastern Airlines (77).

### Заказы и поставки
| A321    | 1791   | 7      | 1784   | —   | —     | 22    | 9     | 38    | 99    | 183   | 222   | 184   | 150   | 102   | 83   | 66   | 51   |
| A321neo | 4618   | 3679   | 939    | 8   | 264   | 199   | 178   | 168   | 102   | 20    | —     | —     | —     | —     | —    | —    | —    |
| Всего   | (6409) | (3686) | (2723) | (8) | (264) | (221) | (187) | (206) | (201) | (203) | (222) | (184) | (150) | (102) | (83) | (66) | (51) |

| A321    | 87   | 66   | 51   | 30   | 17   | 35   | 33   | 35   | 49   | 28   | 33   | 35   | 22   | 16   | 22   | 16   |
| A321neo | —    | —    | —    | —    | —    | —    | —    | —    | —    | —    | —    | —    | —    | —    | —    | —    |
| Всего   | (87) | (66) | (51) | (30) | (17) | (35) | (33) | (35) | (49) | (28) | (33) | (35) | (22) | (16) | (22) | (16) |

Данные на январь 2023

## Аварии и инциденты
С Airbus A321 произошло 32 авиационных происшествия и инцидента, в том числе 6 происшествий, приведшие к потере воздушного судна. В катастрофах с участием A321 по состоянию на август 2019 года погибло 377 человек.

## Технические характеристики
| Модель                              | А321                                                                                 | А321neo                                                                              |
| ----------------------------------- | ------------------------------------------------------------------------------------ | ------------------------------------------------------------------------------------ |
| Кол-во пилотов                      | 2                                                                                    | 2                                                                                    |
| Пассажировместимость в одном классе | 220                                                                                  | 240                                                                                  |
| Длина                               | 44,51 метров                                                                         | 44,51 метров                                                                         |
| Размах крыла                        | 35,8 метров                                                                          | 35,8 метров                                                                          |
| Стреловидность крыла                | 25°                                                                                  | 25°                                                                                  |
| Высота                              | 11,76 метров                                                                         | 11,76 метров                                                                         |
| Вес                                 | 83 тонн                                                                              | 83 тонн                                                                              |
| Макс. взлетный вес                  | 93,5 тонн                                                                            | 97 тонн                                                                              |
| Кол-во двигателей                   | 2                                                                                    | 2                                                                                    |
| Скорость                            | Крейсерская скорость: 0,78 Мах (833 км/ч) Максимальная скорость: 0,82 Мах (876 км/ч) | Крейсерская скорость: 0,78 Мах (833 км/ч) Максимальная скорость: 0,82 Мах (876 км/ч) |
| Двигатель                           | CFM International CFM56-5B, International Aero Engines V2500                         | Pratt & Whitney PW1100G-JM или CFM International LEAP-1A                             |
| Потолок                             | 39,100–39,800 футов (11 900–12 100 м)                                                | 39,100–39,800 футов (11 900–12 100 м)                                                |
| Дальность полёта                    | 3,200 миль (5930 км)                                                                 | A321LR: 7410 км                                                                      |